# Leonardo Favio
Fuad Jorge Jury Olivera (Las Catitas, departament Santa Rosa, província de Mendoza, 28 de maig de 1938-Buenos Aires, 5 de novembre de 2012), més conegut com a Leonardo Favio, va ser un director de cinema, cantautor, productor cinematogràfic, guionista i actor argentí.
Amb les seves pel·lícules va guanyar premis nacionals i internacionals, i és considerat un director de culte, d'èxit i respectat. Les seves pel·lícules Crónica de un niño solo i El romance del Aniceto y la Francisca solen ser avaluades entre les millors de la història del cinema argentí. L'any 2000, el Museu Nacional de Cinema Argentí va realitzar una enquesta entre cent crítics, historiadors i investigadors de cinema de tot el país. La consigna era «Quins són els 100 millors films del cinema sonor argentí», donant com a resultat Crónica de un niño solo el millor film (amb més del 75% dels vots). En 1998, la revista Tres Puntos (de Buenos Aires) va fer una enquesta a cent personalitats de l'ambient cinematogràfic (des de directors i actors fins a reflectoristes i escenògrafs) amb la consigna «Triï les cinc millors pel·lícules argentines de la història i el millor director cinematogràfic». La pel·lícula guanyadora va resultar ser El Romance del Aniceto y la Franciscai Favio l'elegit com a millor director. En 2001, Leonardo Favio va rebre el Diploma al Mèrit dels Premis Konex com un dels cinc millors directors de cinema de la dècada a l'Argentina.
Com a cantant i compositor va ser un dels precursors de la balada romàntica llatinoamericana en els anys seixanta i setanta, aconseguint l'èxit en tota America Llatina. Entre les seves cançons més populars es troben Ding Dong estas cosas del amor (amb Carola), Simplemente una rosa de la pel·lícula del mateix nom, Fuiste mía un verano, Ella ya me olvidó, Quiero aprender de memoria, Mi tristeza es mía y nada más, Para saber cómo es la soledad (de Luis Alberto Spinetta), "Mi amante niña mi compañera", "Ni el clavel ni la rosa", "La foto de carnet", "No juegues más", Chiquillada (de José Carbajal) i La cita. Les seves cançons han estat versionades en més de catorze idiomes.
Una part substancial de la vida de Leonardo Favio es relaciona amb la seva adhesió i militància en el peronisme. Resultat d'això és la seva pel·lícula Perón, sinfonía del sentimiento (de 1999), un documental amb una durada de 6 hores.

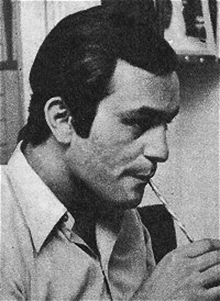
Leonardo Favio el 1968

Va morir el 5 de novembre de 2012, a causa d'una pneumònia agreujada, després d'estar diverses setmanes internat en una clínica de Buenos Aires.

## Infància
Va néixer el 28 de maig de 1938, al districte de Las Catitas, del departament Santa Rosa, a la província de Mendoza, encara que va passar gran part de la seva infantesa a Luján de Cuyo. Va viure en un barri pobre i complicat, on va suportar el primerenc abandó del seu pare. Va passar gran part de la seva infància internat; conflictiu, sempre va escapar o se li va expulsar. Una sèrie de robatoris petits ho van portar fins i tot a la reclusió carcerària. Va estudiar un temps com a seminarista i més tard ho va intentar a la Marina: va durar poc i va marxar amb el mateix uniforme que després va utilitzar per a demanar almoines a l'estació Retiro de ferrocarril. La seva mare, Laura Favio (o Fabio), reconeguda i famosa actriu, i escriptora i productora de radioteatre, solia aconseguir-li «bolos» (petits papers escassament remunerats) a Mendoza, etapa en la que a més va començar a preparar els seus primers llibrets. Laura va estar un temps casada amb el primer actor Horacio Torrado, qui també va ajudar en la seva carrera artística.

## Cinema
Va marxar a Buenos Aires. Treballà d'extra a la pel·lícula El Ángel de España (1958), del cineasta peruà Enrique Carreras, i posteriorment ―apadrinat per Babsy Torre Nilsson― va començar la seva carrera d'actor participant en filmacions com El secuestrador (1958) i Fin de fiesta (1960), entre altraes. El 1960 va rodar el curtmetratge El amigo (1960). El 1965 va estrenar la seva ópera prima Crónica de un niño solo, produïda per Luis Destéfano. El 1967 realitzà El romance del Aniceto y la Francisca…, amb Federico Luppi, Elsa Daniel i María Vaner, sovint considerada com la millor pel·lícula argentina de tots els temps.
En 1969 va estrenar El dependiente, basat en un conte del seu germà i coguionista Jorge Zuhair Jury (1937) ―també director, escriptor, actor i pintor―. La pel·lícula va ser catalogada pel llavors Institut Nacional de Cinematografia (avui INCAA: Instituto Nacional de Cine y Artes Audiovisuales) d'«exhibició no obligatòria», significant la supressió del suport oficial argentí cap al film.
Va ser llavors quan Favio, potser motivat per les traves econòmiques que el cinema li estava significant, va decidir llançar-se al cant professional, assolint un èxit que li va permetre en nombroses oportunitats solucionar gran part de les seves pel·lícules.

## Música
De petit Favio va aprendre a tocar guitarra, intercanviant classes per treball. Abans del reconeixement només cantava en reunions íntimes, entre amics i familiars. El seu debut com a cantant li va portar a La Botica del Ángel, a mans d'Eduardo Bergara Leumann. Aquest mateix dia un executiu de la CBS li va proposar gravar un disc, resultant el primer senzill de Favio Quiero la libertad, un gran fracàs. La productora aleshores li aconsellà gravar Fuiste mía un verano i O quizás simplemente le regale una rosa; senzills del seu primer àlbum, també titulat Fuiste mía un verano (1968). El disc va resultar emblemàtic, constituint el més clàssic dels seus repertoris. Després de la seva participació en el Festival Internacional de la Cançó de Vinya de la Mar (en Xile), Leonardo va consolidar la seva fama internacional.
L'èxit va sufocar una mica a Favio. D'una vida més aviat tranquil·la com a director, va passar a un món mediàtic, ple de fanàtics i concerts continuats; tant li atochó la fama que va arribar a tancar-se durant mesos en el seu departament. Després de gravar el seu segon àlbum ―Leonardo Favio (1969)― i en ple apogeu del seu èxit com a cantant, va deixar els escenaris per a dedicar-se per complet a la seva pel·lícula Juan Moreira (1973). Nazareno Cruz y el lobo (1975, sobre el radioteatre de Juan Carlos Chiappe) consolidà Favio com a director.
En 1976 va realitzar Soñar, soñar, amb Gian Franco Pagliaro i Carlos Monzón i, després del cop militar, es va anar a l'exili.

## Postdictadura
En 1976 va deixar l'Argentina, exiliat per l'autodenominat Procés de Reorganització Nacional fins a 1983. Va començar llavors una gira per Amèrica Llatina, on va viure gairebé dos anys al costat de la seva família. Després es va establir a la ciutat de Pereira (Colòmbia), des d'on realitzava gires per diversos països del món, interpretant les seves cançons. De retorn a l'Argentina, any 1987, va reprendre la seva carrera com a realitzador cinematogràfic (va filmar Gatica, el mono, 1993) i va continuar paral·lelament la de cantautor, aquesta vegada en gires més curtes degut al mateix temps que li demandava el cinema.
Entre 1996 i 1999 va realitzar un documental ―sense estrena comercial― titulat Perón, sinfonía del sentimiento. Favio relata en cinc hores i quaranta-cinc minuts la situació de l'Argentina entre la Primera Guerra Mundial (1914-1918) i la mort de Juan Domingo Perón (1974).
La seva última obra va ser Aniceto. Favio interpreta el tema musical que tanca el film, el que al seu torn és obra del seu fill, el músic i compositor Nico Favio (premio Clarín a l'artista revelació 2005 per Rodeado de Buenos Aires).

## Defunció
Encara que durant els seus últims anys s'havia fet córrer el rumor que tenia càncer, es va confirmar que va haver de sotmetre's a diversos tractaments pel fet de patir una hepatitis C crònica. Després d'estar unes setmanes internat, va morir d'una pneumònia als 74 anys en una clínica de Buenos Aires, el 5 de novembre de 2012.

## Obra

### Àlbums
- 1968: Fuiste mía un verano, CBS
- 1969: Leonardo Favio, CBS
- 1970: Hola che, CBS
- 1971: El talento de Leonardo Favio, CBS
- 1971: Vamos a Puerto Rico, Caytronics
- 1973: Favio 73, CBS
- 1974: Era... cómo podría explicar, Discophon
- 1977: Será cuestión de conversar, Parnaso
- 1977: Nuestro Leonardo Favio, Microfón
- 1978: Hablemos de amor, Melody
- 1978: En concierto en Ecuador, Ifesa
- 1983: Aquí está Leonardo Favio, Interdisc
- 1985: Yo soy, CBS
- 1987: Amar o morir
- 1988: Más que un loco, Interdisc
- 1989: Te dejaré, CBS
- 1992: Leonardo Favio, un estilo, Music Hall
- 1997: Me miró, Melopea
- 2001: Romántico a morir, DLB

### Recopilatoris
- 1970: Favio (CBS, Espanya).
- 1978: Los más grandes éxitos de Leonardo Favio (CBS, Argentina).
- 1982: La historia de un ídolo (CBS, Argentina).
- 1993: Fuerza y sentimiento
- 1994: 20 de colección
- 1997: Serie 50 años Sony México
- 1998: Sus grandes éxitos en España (2 CD, Rama Lama).
- 2000: De amor nadie muere
- 2008: Voces del amor (només Argentina i Xile).
- 2011: 30 grandes éxitos (2 CD).
- 2011: Leonardo Favio Hits Collection (volum 1 i 2).

### Filmografia
Intèrpret
- 1958: El ángel de España.
- 1958: El secuestrador.
- 1958: El jefe.
- 1959: En la ardiente oscuridad.
- 1960: Fin de fiesta.
- 1960: Todo el año es Navidad
- 1961: La mano en la trampa.
- 1962: El bruto
- 1962: Dar la cara
- 1962: Los Venerables todos
- 1963: Paula cautiva.
- 1963: La terraza.
- 1963: Racconto.
- 1964: Crónica de un niño solo.
- 1964: El octavo infierno, cárcel de mujeres.
- 1966: El ojo que espía.
- 1968: Martín Fierro.
- 1969: Fuiste mía un verano.
- 1971: Simplemente una rosa.
- 1993: Gatica, el Mono.
- 2000: Tobi y el libro mágico.

Director
- 1958: El señor Fernández (inacabat).
- 1960: El amigo.
- 1964: Crónica de un niño solo
- 1966: Este es el romance del Aniceto y la Francisca, de cómo quedó trunco, comenzó la tristeza y unas pocas cosas más...
- 1969: El dependiente.
- 1973: Juan Moreira.
- 1975: Nazareno Cruz y el lobo
- 1976: Soñar, soñar
- 1993: Gatica, el Mono
- 1999: Perón, sinfonía del sentimiento
- 2008: Aniceto

Guions
- 1960: El amigo.
- 1964: Crónica de un niño solo.
- 1966: Este es el romance del Aniceto y la Francisca, de cómo quedó trunco, comenzó la tristeza y unas pocas cosas más...
- 1969: El dependiente.
- 1973: Juan Moreira.
- 1975: Nazareno Cruz y el lobo.
- 1976: Soñar, soñar.
- 1993: Gatica, el mono.
- 1999: Perón, sinfonía del sentimiento.
- 2008: Aniceto.

Produccions
- 1975: Nazareno Cruz y el lobo.
- 1993: Gatica, el mono.